# Orestes (patricio)
Orestes (Panonia Savia, inicios del siglo V-28 de agosto de 476) fue un político y general romano que controló el imperio entre los años 475 y 476 a través de su hijo Rómulo Augústulo, considerado como el último emperador de Occidente.

## Biografía
Nació en una familia aristocrática; era hijo de un tal Tatulo (en latín: Tutulius), probablemente de origen germánico, y hermano de Paulo. Su esposa era la hija del comes Rómulo, duque de Nórico.
Después de la cesión de Panonia al rey de los hunos, Atila, Orestes se unió a su corte como diplomático (notarius) y jugó un papel activo en las negociaciones entre éste y el emperador Valentiniano III entre 449 y 452. También fue enviado al menos en dos ocasiones a Constantinopla para denunciar ante el emperador Marciano el intento de asesinato del soberano huno.
En 453, tras la muerte de Atila y las luchas sucesorias de sus hijos, Orestes volvió al servicio del Imperio, destacándose al frente de las tropas federadas.
En 475, fue nombrado Magister militum presentalis con mando en la Galia, por el emperador Julio Nepote, (474-475/480) para sustituir a Ecdicio, hijo del emperador Avito (455-456). Ecdicio se rehusaba a aceptar la cesión a los visigodos del territorio de Auvernia, que el emperador había negociado a cambio del retiro de los bárbaros de la Provincia. Nepote, entonces, lo relevó de su cargo a favor de Orestes, quien recibió el rango de patricio.
Tras su nombramiento, Orestes marchó a la Galia, donde los visigodos se habían rebelado una vez más, logrando derrotarlos. Es posible que en ese momento concibiera la idea de rebelarse contra el emperador, siguiendo el precedente sentado por Ricimero, el hacedor de emperadores.
Al frente de las tropas comitatenses que mandaba, Orestes marchó contra Rávena el día 28 de agosto del año 475. Nepote, falto de apoyos al haber estallado un levantamiento en el Imperio de oriente contra el emperador Zenón, huyó a Dalmacia, lugar donde radicaban sus mayores apoyos y donde siguió considerándose legítimo emperador  de Occidente.
Tras la huida de Julio Nepote, Orestes asumió el poder en calidad de patricio y magister militum. Finalmente, el 31 de octubre de 475, sin haberse producido la esperada reacción por parte del emperador de Oriente para devolver el trono a Nepote, Orestes elevó a la púrpura a su propio hijo Rómulo Augústulo. La escasa edad del nuevo emperador, que apenas contaba con catorce años, le permitió asumir la regencia en su nombre. Esto no fue reconocido por los emperadores  Zenón y Basilisco, quienes se disputaban el trono de Oriente. Sin embargo, dada la guerra civil que les enfrentaba, no pudieron hacer nada. Cuando Zenón logró el triunfo, Nepote le solicitó apoyos económicos y militares. El nuevo emperador no emprendió ninguna acción contra el usurpador Rómulo y su padre Orestes, pero reconoció la legitimidad de Nepote, quien siguió gobernando en Dalmacia hasta su asesinato en 480.
Orestes pudo así acuñar moneda con el producto de las minas del norte de Italia para pagar a los mercenarios bárbaros que le habían ayudado a llegar al poder y que constituían el grueso del ejército romano para este momento. Sin embargo, se negó a las pretensiones de hérulos y esciros de obtener tierras en Italia, lo que desagradó a sus cabecillas. Así, Odoacro fue proclamado rey por las tropas el 23 de agosto de 476, organizó una revuelta, y capturó y ejecutó a Orestes en Piacenza el 28 de agosto. El 4 de septiembre del mismo año, su hijo Rómulo fue forzado a abdicar y exiliarse en Campania, lo que supuso la caída del Imperio romano de Occidente.